# Alexander Shirokorad
Alexander B. Shirokorad (1947, Moscou) é um especialista militar, autor de dezenas de livros de divulgação científica na artilharia militar, sendo reconhecido nesse campo, por outro lado seus livros sobre história da Rússia são criticados, tem artigos publicados regularmente no semanário Independente Military Review.